# Современная философия
Совреме́нная европе́йская филосо́фия (философия современности европейской культурной традиции) — философия XX-XXI веков.

## Разновидности
Различают аналитическую и континентальную философию.
Некоторые являются противниками такого разделения современной философии по географическому признаку.
Аналити́ческая филосо́фия (англосаксонская философия, англо-американская философия) — направление в философской мысли XX века, развивающееся преимущественно в англоязычных странах и объединяющее большое количество разнообразных концепций и школ.
Общими для аналитической философии являются следующие моменты:
- лингвистический поворот — философские проблемы определяются как лежащие в области языка, поэтому их решение связано с анализом языковых выражений;
- семантический акцент — сосредоточение внимания на проблемах значения;
- аналитический метод — предпочтение анализа всем остальным видам философской рефлексии.

Основателями аналитической философии являются Готлоб Фреге, Джордж Мур, Бертран Рассел и Людвиг Витгенштейн. Кроме того, сходная проблематика разрабатывалась в неопозитивизме Венского кружка и в немецкой критике языка.
Идеи. Есть некоторое число суждений, истинность которых известна каждому. Например: «Существует много людей», «Существует много материальных предметов». По мнению Д. Э. Мура, задача философа состоит не в том, чтобы пытаться доказать эти суждения, и не в том, чтобы ставить под вопрос их истинность, а в том, чтобы анализировать их значение настолько ясно и точно, насколько это возможно. От Мура аналитическое движение в британской философии получило значительный импульс.
Континента́льная филосо́фия — термин, используемый для определения одной из двух главных традиций современной западной философии. Такое название было использовано, чтобы отличить эту традицию от англо-американской или аналитической философии, потому что, в то время, когда различие было впервые отмечено (в середине двадцатого столетия), континентальная философия была доминирующим стилем философии в континентальной Европе, в то время как аналитическая философия была преобладающим стилем в англоговорящем мире.
Общепринято, что континентальная философия включает феноменологию, экзистенциализм, герменевтику, структурализм, постструктурализм и постмодернизм, деконструкцию, критическую теорию в смысле Франкфуртской школы, психоанализ, работы Фридриха Ницше и Сёрена Кьеркегора, большинство ветвей марксизма и марксистской философии.

## Современная социальная философия
Успехи научно-технического прогресса, вкупе с возведением разума в ранг абсолюта (процесс, кульминацией которого становится эпоха Просвещения) при его тотальной инструментализации, имел своим последствием тоталитаризм, ответом на вызовы которого и является современная социальная философия. При этом под тоталитаризмом в этом смысле понимают не только режим в СССР и Третьем рейхе, но также и «тоталитаризм потребления» в западной Европе и США.